# Gare de Mesnières-en-Bray
La gare de Mesnières-en-Bray, anciennement Mesnières, est une ancienne gare ferroviaire française de la ligne de Saint-Denis à Dieppe, située à proximité du château de Mesnières, sur le territoire de la commune de Mesnières-en-Bray, dans le département de la Seine-Maritime, en région Normandie.
Elle est mise en service en 1873 par les CF de l'Ouest, avant d'être fermée en 1988 par la Société nationale des chemins de fer français (SNCF).

## Situation ferroviaire
Établie à 66 mètres d'altitude, la gare en courbe de Mesnières-en-Bray est située au point kilométrique (PK) 138,622 de la ligne de Saint-Denis à Dieppe — juste après un ancien passage à niveau (PN no 82) —, entre les gares fermées de Neufchâtel-en-Bray et de Bures-en-Bray, sur la section de ligne déferrée (son déclassement du réseau ferré national ayant été annulé) entre Serqueux et Arques-la-Bataille.

## Histoire
Cette gare a été mise en service à l'ouverture de la section de Neufchâtel-en-Bray à Dieppe par la Compagnie des chemins de fer de l'Ouest, soit le 23 décembre 1873. Cette dernière est rachetée par l'Administration des chemins de fer de l'État, dont la gare intègre le réseau le 1er janvier 1909.
La SNCF reprend ce réseau le 1er janvier 1938. La fermeture de Mesnières-en-Bray intervient en 1988, lors de celle de la section Serqueux – Dieppe aux voyageurs.

## Patrimoine ferroviaire
La plate-forme ferroviaire (déferrée au milieu des années 1990) est devenue une voie verte, l'« Avenue verte London-Paris ».
Le bâtiment voyageurs et ses annexes, revendus à un particulier, sont reconvertis en habitation. Par ailleurs, les deux quais subsistent.

## Service des voyageurs
Mesnières-en-Bray est, de fait, fermée à tout trafic ferroviaire.
Néanmoins, une ligne d'autocars TER Normandie, desservant les arrêts situés près de la mairie (à environ 700 mètres de l'ancienne gare) de la commune, permet de rejoindre les gares ouvertes de Serqueux et de Dieppe.